# Ceivães
Ceivães é uma povoação portuguesa do Município de Monção que foi sede da extinta Freguesia de Ceivães, freguesia que tinha 3,46 km² de área e 492 habitantes (2011), e, por isso, uma densidade populacional de 142,2 h/km².
A Freguesia de Ceivães foi extinta (agregada) pela reorganização administrativa de 2012/2013, tendo o seu território sido agregado ao da Freguesia de Badim para criar a União de Freguesias de Ceivães e Badim.
Fez parte do extinto concelho de Valadares até à sua extinção em 24 de Outubro de 1855.

## População
| População da freguesia de Ceivães | População da freguesia de Ceivães | População da freguesia de Ceivães | População da freguesia de Ceivães | População da freguesia de Ceivães | População da freguesia de Ceivães | População da freguesia de Ceivães | População da freguesia de Ceivães | População da freguesia de Ceivães | População da freguesia de Ceivães | População da freguesia de Ceivães | População da freguesia de Ceivães | População da freguesia de Ceivães | População da freguesia de Ceivães | População da freguesia de Ceivães |
| --------------------------------- | --------------------------------- | --------------------------------- | --------------------------------- | --------------------------------- | --------------------------------- | --------------------------------- | --------------------------------- | --------------------------------- | --------------------------------- | --------------------------------- | --------------------------------- | --------------------------------- | --------------------------------- | --------------------------------- |
| 1864                              | 1878                              | 1890                              | 1900                              | 1911                              | 1920                              | 1930                              | 1940                              | 1950                              | 1960                              | 1970                              | 1981                              | 1991                              | 2001                              | 2011                              |
| 667                               | 704                               | 747                               | 826                               | 892                               | 907                               | 880                               | 1 035                             | 1 014                             | 984                               | 775                               | 756                               | 668                               | 574                               | 492                               |

| Distribuição da População por Grupos Etários | Distribuição da População por Grupos Etários | Distribuição da População por Grupos Etários | Distribuição da População por Grupos Etários | Distribuição da População por Grupos Etários | Distribuição da População por Grupos Etários | Distribuição da População por Grupos Etários | Distribuição da População por Grupos Etários | Distribuição da População por Grupos Etários | Distribuição da População por Grupos Etários |
| -------------------------------------------- | -------------------------------------------- | -------------------------------------------- | -------------------------------------------- | -------------------------------------------- | -------------------------------------------- | -------------------------------------------- | -------------------------------------------- | -------------------------------------------- | -------------------------------------------- |
| Ano                                          | 0-14 Anos                                    | 15-24 Anos                                   | 25-64 Anos                                   | > 65 Anos                                    |                                              | 0-14 Anos                                    | 15-24 Anos                                   | 25-64 Anos                                   | > 65 Anos                                    |
| 2001                                         | 49                                           | 74                                           | 279                                          | 172                                          |                                              | 8,5%                                         | 12,9%                                        | 48,6%                                        | 30,0%                                        |
| 2011                                         | 35                                           | 42                                           | 243                                          | 172                                          |                                              | 7,1%                                         | 8,5%                                         | 49,4%                                        | 35,0%                                        |

## Localização
Confronta a Norte com Messegães, a sul com Segude, a nascente com Valadares e Badim, e a poente com Barbeita. A norte é separada de Setados em Espanha pelo Rio Minho.
Os seus lugares principais são Cruzeiro, Valinha, Ponte do Mouro, Pereiras, Cimo de Vila e Moucheira.

## Património
- Igreja de Ceivães
- Capela da Senhora da Agonia (1790)
- Capela da Senhora da Boa Nova (1761, restaurada em 1916 e limpa em 1992)
- Capela de S. Bento e a da Senhora do Livramento (lugar da Valinha)
- Ponte da Barbeita